# 井上忠信
井上 忠信（いのうえ ただのぶ）は、日本のプログラマ・ゲームクリエイター。

## 略歴
1980年代には日本ファルコムに在籍し、『ザナドゥ シナリオII』などを手がけた。
『ドラゴンスレイヤー』の開発秘話として、ファルコムは開発期間を短縮する為に、木屋善夫と井上忠信の2人に別々の『ドラゴンスレイヤー』を開発させて競わせた、という話がある。結果的に「木屋善夫のドラゴンスレイヤー」が採用され、のちの『ドラゴンスレイヤーシリーズ』の第1作目となり、一方「井上忠信のドラゴンスレイヤー」はログインのプログラムオリンピック用に掲出されることとなった。
（開発秘話自体が一種の創作であり、このような事実はなかったと後に語られた）
ファルコム退社後は、ガストの常務取締役を務め、『WELCOME HOUCE2』や『マリーのアトリエ』
『イリスのアトリエ』などのプロデュースを行なっている。

## 主な作品
- 井上忠信のドラゴンスレイヤー - プログラム
- ザナドゥ シナリオII - シナリオ
- マリーのアトリエ 〜ザールブルグの錬金術士〜 - プロデューサー
- イリスのアトリエ エターナルマナ - プロデューサー
- ヴィオラートのアトリエ 〜グラムナートの錬金術士2〜 - エクゼクティブプロデューサー